# Путилов, Матвей Мефодиевич
Матве́й Мефо́диевич Путилов (1923, Ильинка, Тюменская область — 25 октября 1942, Сталинград) — сержант, командир отделения связи 339-го стрелкового полка 308-й стрелковой дивизии, кавалер ордена Отечественной войны, участник Сталинградской битвы, увековечен мемориальной плитой на Большой братской могиле мемориального комплекса «Героям Сталинградской битвы».

## Молодость

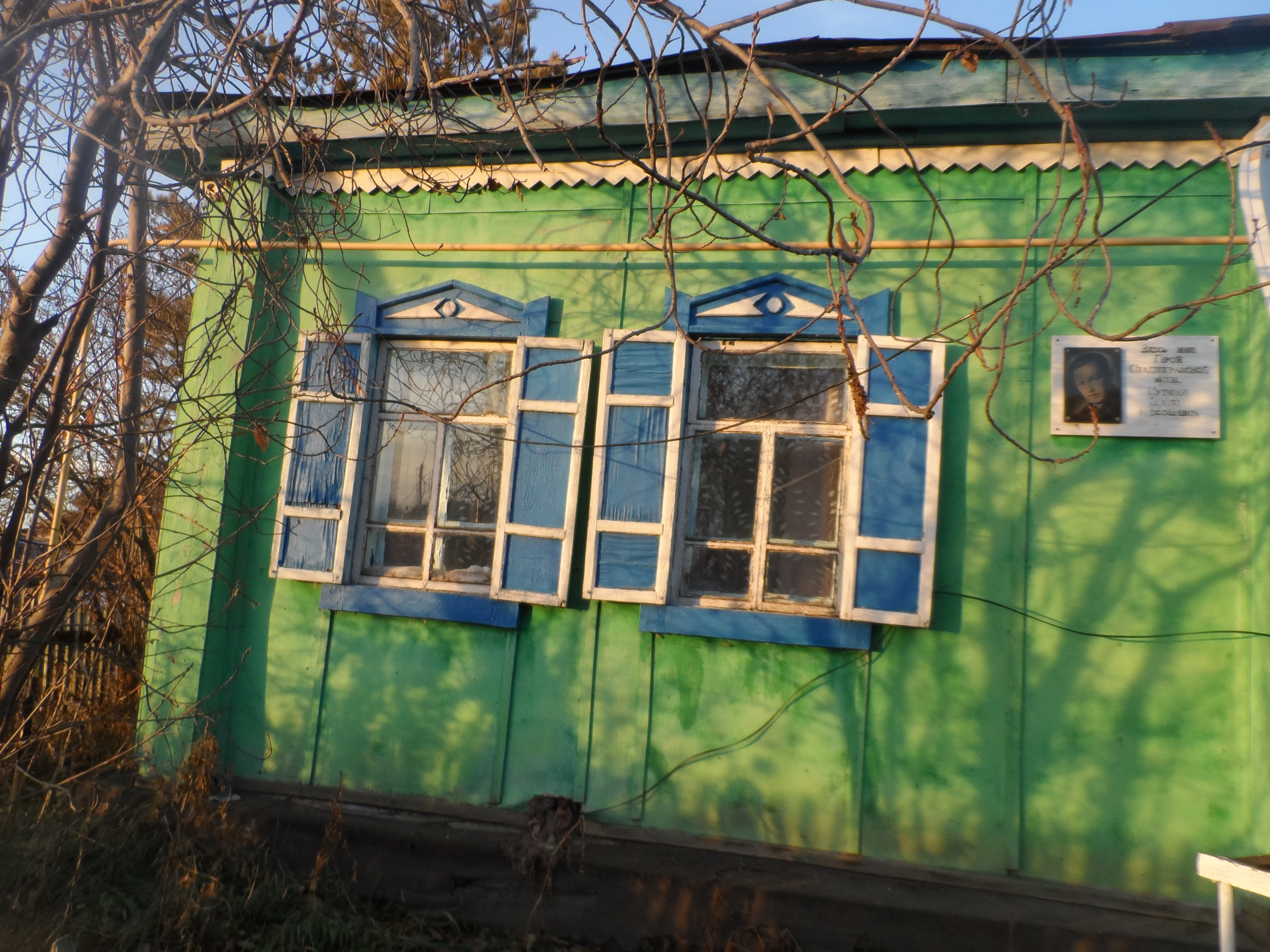
Дом Матвея Мефодиевича Путилова

Матвей Путилов родился в 1923 году в д. Ильинка Тюменской области и был воспитанником Шайтанского детского дома Берёзовского района (ныне Ханты-Мансийский автономный округ) с 1936 по 1938 год.
Родной брат Матвея Путилова Иван Мефодиевич Путилов рассказывал:

Мы с Матвеем родились в деревне Ильинка Омской области. Но не помню, в какой Ильинке, их там несколько. Мне было пять, а Матвею — восемь лет, когда умерли родители. Нас отправили в Берёзовский район Ханты-Мансийского национального округа. Жили в детском доме до окончания семилетки. Осенью 1938 года мы расстались. Матвей уехал в Омск и поступил в электротехнический техникум. Больше мы не виделись.— По следам Матвея Путилова
Евдокия Семёновна Путилова, тётя, которую исследователи нашли на Камчатке, вспоминала в письме:

Маленький Матвей был мальчиком старательным, послушным. Отец и мать по тому времени были людьми грамотными, они окончили среднюю сельскую школу. Бывало, в длинные зимние вечера родители и деды любили слушать, как Матвей читал букварь или сказки.— По следам Матвея Путилова
Фавзия Хабировна Туктубаева, которая тоже воспитывалась в этом детдоме, вспоминает:

«Откуда его привезли — не знаю. Обыкновенный парнишка был. Однажды загорелась детдомовская столовая, и Матвей бросился спасать из огня кошку. А когда я уезжала, Матвей сколотил мне портфель из фанеры.»— репортаж Хантымансийской телекомпании «Почему погибшему в Сталинграде Матвею Путилову отказали в звании Героя СССР?»
Матвей Мефодиевич 10 января 1942 года окончил Омский электротехнический техникум по специальности «паровозное хозяйство» с присвоением ему квалификации техника первого разряда.
Вступил в комсомол.

## Участие в Сталинградской битве

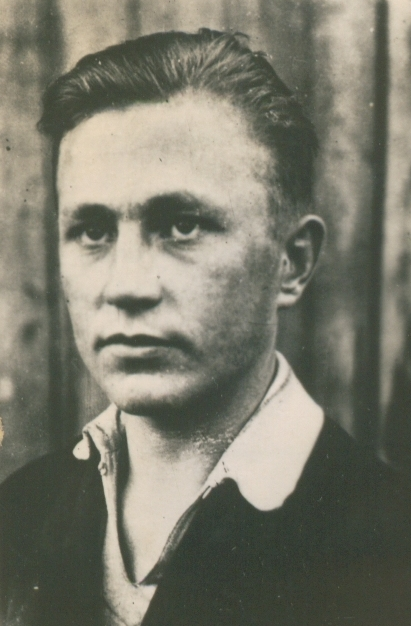
Довоенная фотография Матвея Путилова (из фондов музея-заповедника «Сталинградская битва»)

Матвей Путилов был призван в ряды РККА в марте 1942 года Куйбышевским РВК города Омска и направлен в Омское пехотное училище им. М. В. Фрунзе. Однако ещё приказом по войскам Сибирского военного округа от 23 февраля 1942 года начальнику Омского военного училища им. М. В. Фрунзе, полковнику Гуртьеву Л. Н. было поручено к 15 июня 1942 сформировать в Омске 308-ю стрелковую дивизию. Матвей Мефодиевич Путилов оказался в 339-м стрелковом полку на должности командира отделения связи.
Фавзия Хабировна Туктубаева однажды увидела Матвея Путилова в кадрах кинохроники:

Бежит солдат, он радистом был видимо. Я говорю: «Матвей!». Я сразу узнала, что наш Путилов Матвей.
В октябре 1942 года 308-я стрелковая дивизия вела бои в районе завода и рабочего посёлка «Баррикады». 25 октября произошёл обрыв связи, и гвардии майор Дятленко, начальник штаба 339-го гвардейского полка, приказал командиру отделения связи сержанту Матвею Путилову исправить повреждение. Две предыдущие безуспешные попытки восстановить связь закончились гибелью связистов. Матвею Мефодиевичу была поставлена задача восстановить проводную телефонную связь, соединяющую штаб полка с группой бойцов, которые вторые сутки удерживали дом в окружении врага. Осколком мины его ранило в плечо. Превозмогая боль, дополз до места обрыва провода, но был вторично ранен: ему раздробило руку. Теряя сознание и не имея возможности действовать рукой, сжал концы проводов зубами, и по его телу прошёл ток. Связь была восстановлена. Умер с зажатыми в зубах концами телефонных проводов.
Место подвига удалось восстановить: Нижний посёлок завода «Баррикады» в районе школы № 4 по ул. Прибалтийской.

### Аналогичные подвиги
Примерно в это же время на шлаковой горе завода «Красный Октябрь» красноармеец телефонист 178-й артполка 45-й стрелковой дивизии Василий Леонтьевич Калашников совершил подобный подвиг: тяжело раненый боец, зажав зубами провода, как Матвей Путилов, дал связь, но остался жив и был доставлен на излечение в госпиталь. После лечения В. Л. Калашников воевал лётчиком бомбардировочной авиации, а после войны проживал в Белгородской области. За свой подвиг Василий Леонтьевич был награждён медалью За боевые заслуги.
Аналогичный подвиг совершил сержант Н. С. Новиков.

### Листовка «Отомстим за Матвея»

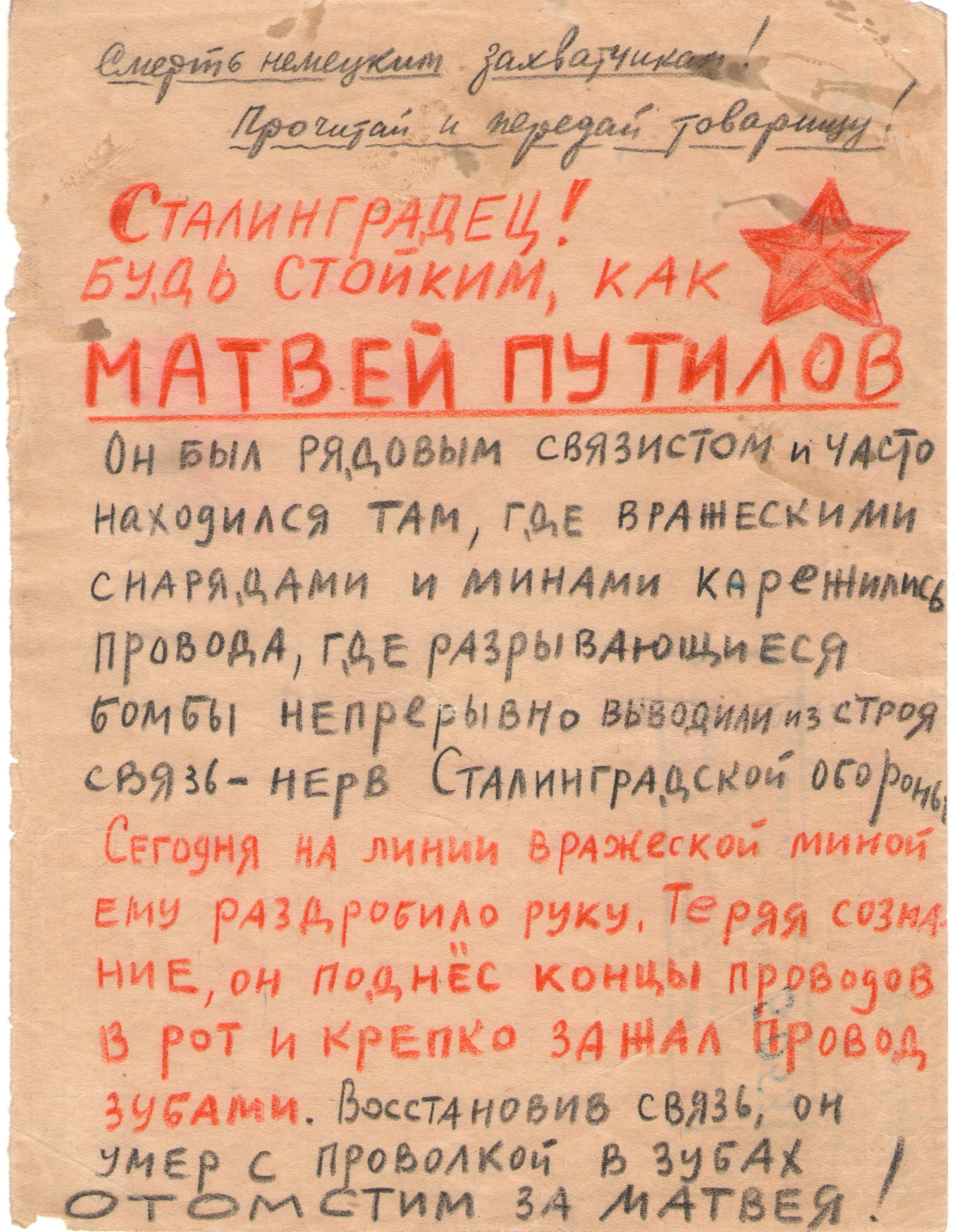
Листовка «Отомстим за Матвея» (из фондов музея-заповедника «Сталинградская битва»)

Первым упоминанием подвига сержанта Матвея Путилова стала листовка «Отомстим за Матвея». Листовка написана от руки Михаилом Ингором (политрук, инструктор по информации 308-й стрелковой дивизии), который был непосредственным участником событий. Оригинал листовки был подготовлен с помощью цветных карандашей. Листовка была издана в чёрно-белом варианте политотделом 308-й стрелковой дивизии и распространена в частях. Впоследствии эта листовка и её текст многократно упоминалась в средствах массовой информации и воспоминаниях участников Сталинградской битвы. Сейчас оригинал листовки представлен в экспозиции музея-заповедника «Сталинградская битва».
На авторство листовки «Отомстим за Матвея» также претендовал бывший помощник начальника штаба 32-го отдельного батальона морской пехоты Волжской военной флотилии Дмитрий Максимович Троян, указавший в своём письме:

Дело в том, что эту листовку собственноручно писал я в критический для нашего батальона момент 29.09.1942 г. А увидел эту листовку спустя почти 28 лет 10.05.1970 г… Самого героя, о ком писалась листовка, я лично не знал и не видел. Его фамилия и краткое описание событий опубликованы во фронтовой газете. 
Матвей Путилов совершил подвиг 25 октября 1942 года, и очевидно, что Дмитрий Максимович Троян ошибся.

## Награда
Подвиг сержанта Путилова долго оставался в забвении, но благодаря настойчивой деятельности Михаила Лазаревича Ингора, который в течение 25 лет собирал материалы, связанные с жизнью и подвигом Матвея Мефодиевича, 12 июня 1968 года Путилов был награждён орденом Отечественной войны II степени. Наградной лист подписал маршал А. И. Ерёменко. Родной брат героя, Иван Мефодиевич Путилов, передал орден на вечное хранение в музей Вооружённых сил СССР в присутствии генерал-лейтенанта Дятленко Василия Карповича.

## Память
В районном центре Берёзово Ханты-Мансийского автономного округа есть улица названная в честь Матвея Путилова, а также установлен памятный обелиск на берегу реки Северная Сосьва.
В честь героя названа Улица Путилова в Минске. Так же в честь Матвея Путилова названа улица и в Омске.
Катушка Матвея Мефодиевича, как символ героизма в сражении за Сталинград, передавалась лучшим связистам 308-й стрелковой дивизии. Ныне катушка Матвея Путилова передана на вечное хранение в Центральный Музей Вооружённых сил.
Подвиг сержанта Путилова запечатлён на полотне панорамы «Разгром немецко-фашистских войск под Сталинградом».
В 2011 году, во время военно-исторической реконструкции, посвящённой контрнаступлению под Сталинградом, был реконструирован эпизод с подвигом сержанта Путилова.
В 2005 году на доме в селе Ильинка, где жил Матвей Мефодиевич, установлена мемориальная доска. В городе Нефтеюганск на здании школы-интерната во 2А микрорайоне в 1990 году установлена мемориальная доска Матвею Мефодиевичу (гранитная плита 50х50 см.). Ежегодно в Казанском районе проводятся соревнования по волейболу на Кубок Матвея Путилова.
Украинская поэтесса Ира Рок посвятила подвигу Матвея Путилова стихотворение «Подвиг связиста М. Путилова». Стихи, посвящённые Матвею Мефодиевичу, есть и у таджикского поэта Каноата Мумина в поэме «Голоса Сталинграда».
О подвиге Матвея Путилова рассказывается в документальном фильме «Неизвестная война», в серии «Оборона Сталинграда».
В Тюмени благодаря усилиям местных активистов-молодогвардейцев с 2020 года существует «Озелененная территория имени Матвея Путилова» около дома по адресу ул. Максима Горького, 45А . Распоряжением администрации города Тюмени от 13.04.2020 №87-рк безымянный элемент планировочной структуры назван «Озелененная территория имени Матвея Путилова».

## Проблематика
Существует несколько версий гибели сержанта Матвея Путилова:
Историческая версия версия основывается на результате многолетней исследовательской и поисковой работе Михаила Лазаревича Ингора — сослуживца Матвея Мефодиевича Путилова. В письме, написанном в адрес директора Волгоградского музея обороны (ниже рис. 3 и 4), М. Л. Ингор рассказывает о первом описании подвига сержанта Путилова в письме командира 308-й стрелковой дивизии генерал-майора Л. Н. Гуртьева Омскому обкому ВКП(б). Именно на этой версии основываются все упоминания подвига в средствах массовой информации и исследованиях. Например:

В октябре 1942 в районе завода «Баррикады» совершил подвиг «ПУТИЛОВ Матвей Мефодьевич (1923, д. Ильинка ныне Тюменской обл. — 1942), серж., связист 339-го сп 308-й сд. Окончил Омский электротехнический техникум.»— Энциклопедия «Сталинградская битва» Под ред. Загорулько М.М., изд. 5-е исп. -Волгоград, 2012 г
Документальная версия. По данным ОБД Мемориал, 18 сентября 1942 погиб сержант Матвей Мефодиевич Путилов, командир отделения связи 339-го стрелкового полка, родившийся в селе Ильинское, призванный Куйбышевским РВК, родных не имеет. Версия ОБД Мемориал подтверждается документами ЦАМО (рис. 1 и 2, полученными в ответ на запросы поисковиков и музея-заповедника «Сталинградская битва» в 1983 году).

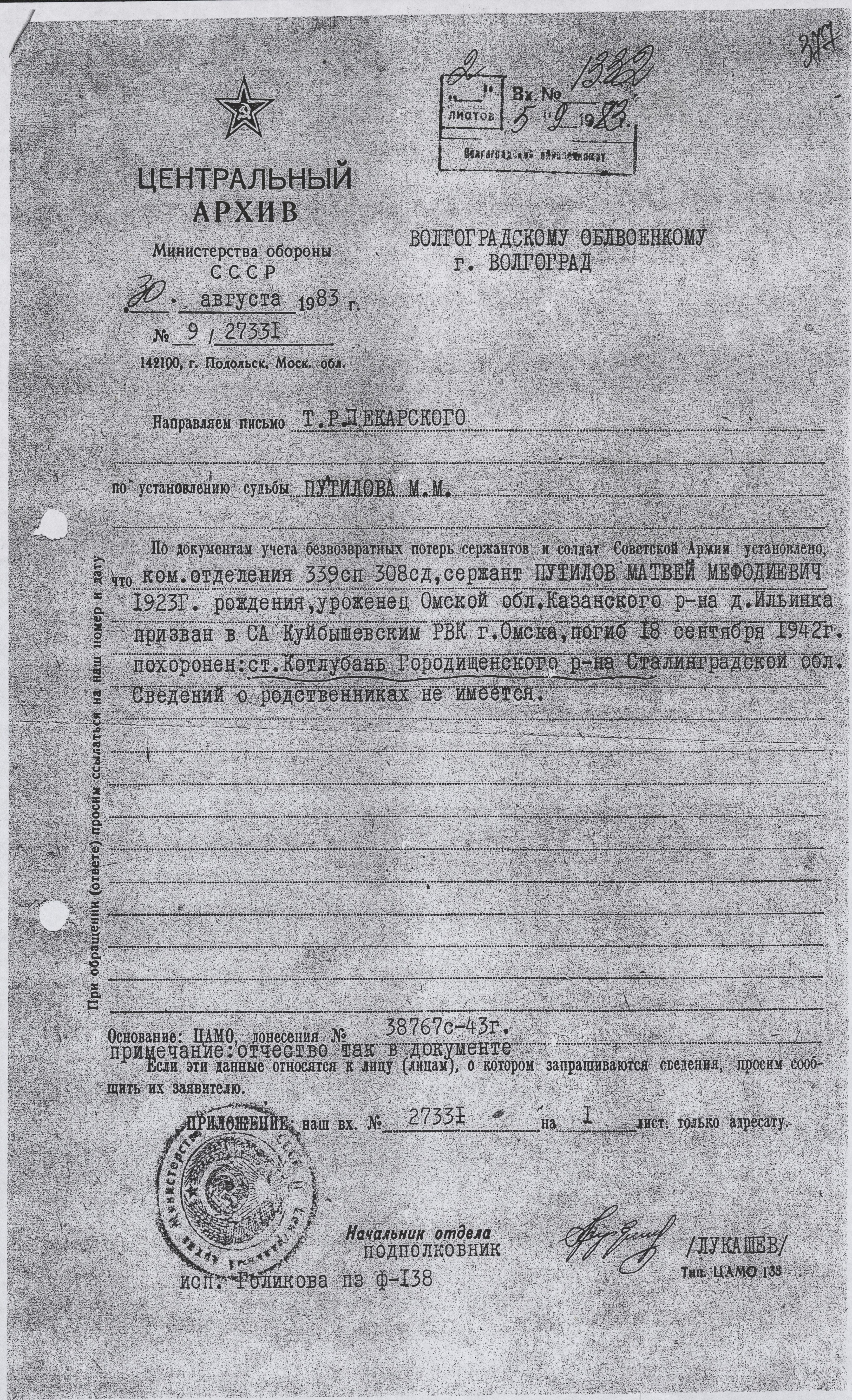
1
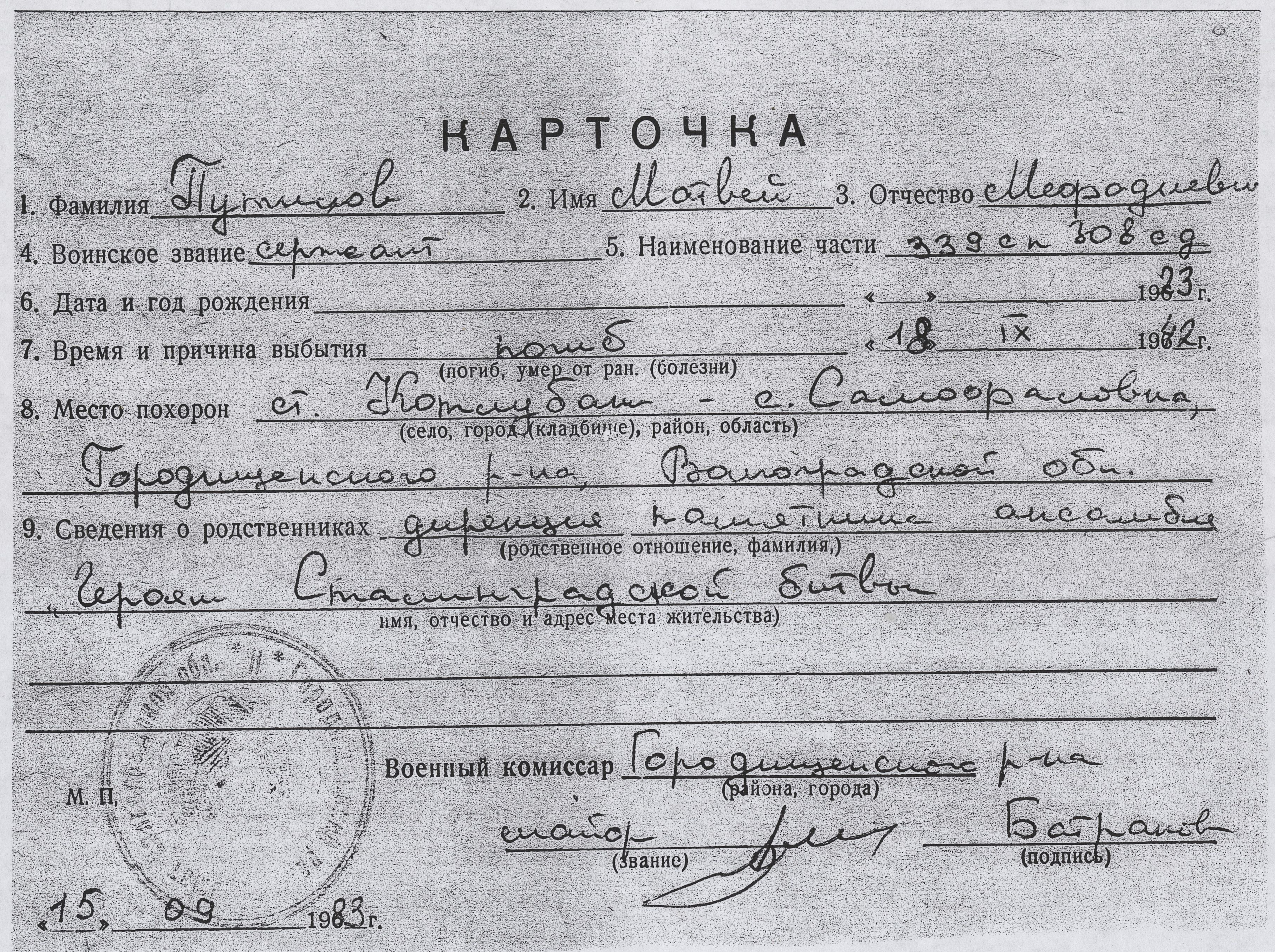
2
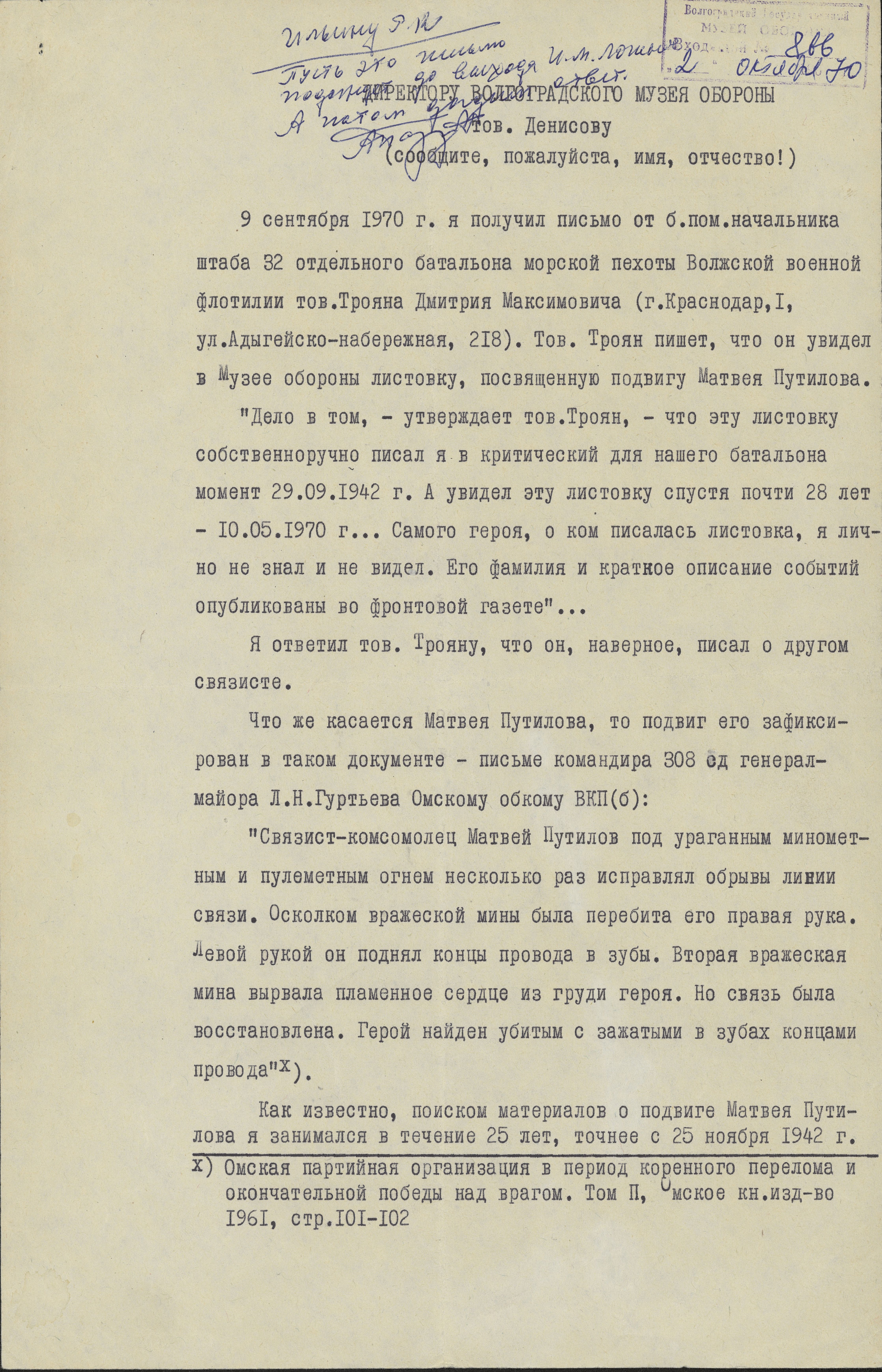
3
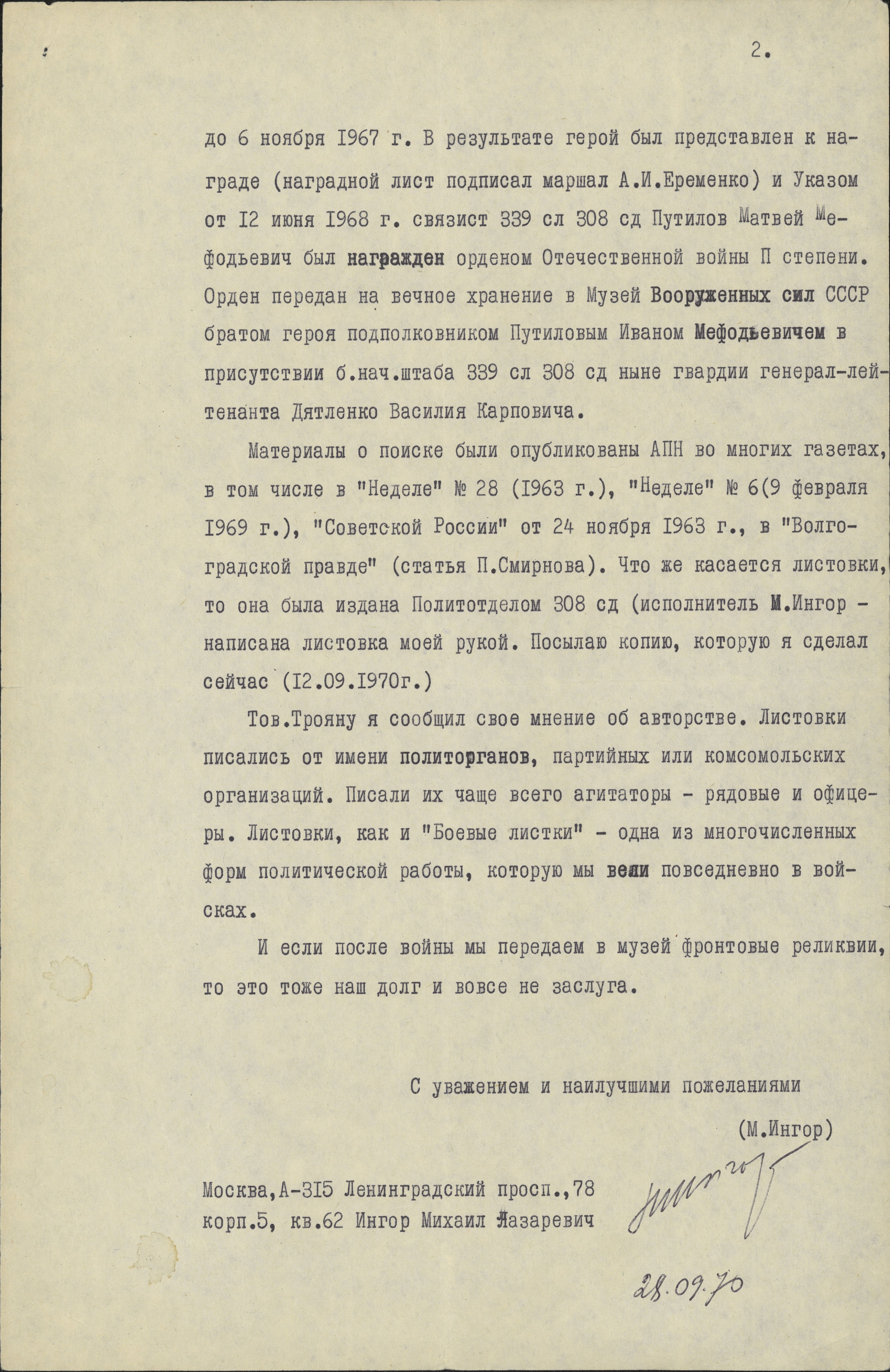
4